# Tyrissa laurentia
Tyrissa laurentia är en fjärilsart som beskrevs av Paul Dognin 1912. Tyrissa laurentia ingår i släktet Tyrissa och familjen nattflyn. Inga underarter finns listade i Catalogue of Life.